# Teegarden b
Тигарден b (Teegarden b) — экзопланета, находящаяся на орбите в пределах обитаемой зоны Звезды Тигардена, красного карлика, расположенного в созвездии Овна, в 12,5 световых годах от Солнечной системы. Планета была открыта в июне 2019 года.
Это четвёртая по близости потенциально обитаемая экзопланета по состоянию на апрель 2020 года. Индекс её жизнепригодности оценивается в 95 %, что является наивысшим показателем среди всех обнаруженных небесных тел после Земли.

## Открытие
В июне 2019 года команда из более чем 150 учёных во главе с Матиасом Цехмейстером в Astronomy and Astrophysics опубликовала научную статью в рамках исследования в CARMENES, подтверждающие существование двух экзопланет (Тигардена b и Тигардена c), вращающихся вокруг звезды Тигардена.

## Характеристики
Согласно моделированию, вероятность, что условия на Тигарден b совпадают с земным — 60 %. Это значит, что на ней есть вода в жидком виде, умеренные температуры и погодные условия. Если это так, то у планеты высокие шансы появления сложной органической жизни.
Приблизительная средняя температура на ней, по оценкам учёных, составляет 28 oC. Звезда Тигардена — тусклый красный карлик, однако планета Тигарден b находится к своей звезде ближе, чем Меркурий к Солнцу. Планета совершает полный оборот вокруг звезды за неполных 5 дней.

## Факты против появления жизни на планете
Планета обращена одной стороной к своей звезде. На ней мощная приливная связь, к которой вряд ли смогли бы адаптироваться известные земные живые организмы. Из-за этого климат на планете может быть с крайне разбросанными температурами, что в свою очередь препятствует появлению сложных форм жизни.
Вероятно на планете отсутствует радиационный пояс Ван Аллена. Именно этот пояс сдерживает космическую радиацию и делает возможной жизнь на Земле.
Звезда у планеты — красный карлик. На звездах такого типа регулярно происходят мощные вспышки, которые, с учётом близости планеты, разрушили бы атмосферу Тигардена b. Если это так, то у планеты нет никакой защиты даже для простейших организмов от разрушительного воздействия лучей.